# Соданкюля
Соданкюля (на фински: Sodankylä) е селище в област Лапландия, северна Финландия. Населението му е около 8 800 души (2015).
Разположено е на 252 метра надморска височина на река Китинен, на 75 километра югоизточно от Китиля и на 110 километра северно от Рованиеми. В селището е запазена стара дървена църква от 1689 година. Разположено е на Европейски път Е75 (Вадьо-Сития). През 2014 година в Соданкюля се провежда Световното първенство по биатлон.

## Известни личности
Родени в Соданкюля
- Йохана Синисало (р. 1958), писателка